# Bird on a Wire
Bird on a Wire (titulada en castellano Dos pájaros a tiro en España, Dos pájaros de un tiro en Argentina y Tiro al blanco en México) es una comedia romántica estrenada el 18 de mayo de 1990 en Estados Unidos y el 12 de julio del mismo año en Argentina, protagonizada por Mel Gibson y Goldie Hawn y dirigida por John Badham.

## Argumento
Un misterioso y divertido hombre llamado Rick Jarmin vive con varias identidades diferentes, ya que está acogido al programa de protección de testigos de los Estados Unidos. Mientras trata de huir de dos agentes corruptos de la DEA, que también son peligrosos criminales y traficantes de droga, él es descubierto por su antigua novia Marianne Graves.
Rick y Marianne, que se verá envuelta sin quererlo, tendrán que huir del peligroso criminal y traficante de droga Eugene Sorenson que les perseguirá hasta matarles ya que quiere vengarse de Rick ahora que, por fin, ha salido de la cárcel. Es ayudado por su socio Albert Diggs, a quien todavía puede encerrar con su testimonio. Durante la huida los dos protagonistas recordarán viejos tiempos y el amor puede volver a surgir entre ellos. Sin embargo los dos criminales han podido sobornar a un agente de la protección de testigos, el cual ha conseguido borrar el acta de Nick y de esa manera dejarlo indefenso ante esos criminales. Por ello tendrán ahora que luchar a muerte contra ellos y encontrar a pesar de todo la manera de probar su existencia ante el programa de protección de testigos para poder salvar sus vidas.

## Reparto
- Mel Gibson (Rick Jarmin)
- Goldie Hawn (Marianne Graves)
- David Carradine (Eugene Sorenson)
- Bill Duke (Albert Diggs)
- Stephen Tobolowsky (Joe Weyburn)

## Localizaciones
Bird on a Wire se rodó entre el 17 de abril y el 17 de julio de 1989 en diversas localizaciones de Canadá y Estados Unidos. Destacando las ciudades de Detroit, Vancouver, Victoria y la provincia canadiense de Columbia Británica.

## Estrenos mundiales
| País                                                                          | Fecha de estreno                   |
| ----------------------------------------------------------------------------- | ---------------------------------- |
| Alemania                                                                      | Jueves 6 de septiembre de 1990     |
| Argentina                                                                     | Jueves 12 de julio de 1990         |
| Australia                                                                     | Jueves 7 de junio de 1990          |
| Austria                                                                       | Viernes 7 de septiembre de 1990    |
| Bélgica                                                                       | Miércoles 25 de julio de 1990      |
| Belice · Costa Rica · El Salvador · Guatemala · Honduras · Nicaragua · Panamá | Viernes 20 de julio de 1990        |
| Brasil                                                                        | Viernes 7 de septiembre de 1990    |
| Chile                                                                         | Viernes 31 de agosto de 1990       |
| Colombia                                                                      | Jueves 9 de agosto de 1990         |
| Corea del Sur                                                                 | Sábado 29 de septiembre de 1990    |
| Dinamarca                                                                     | Viernes 14 de septiembre de 1990   |
| Ecuador                                                                       | Miércoles 24 de octubre de 1990    |
| Egipto                                                                        | Lunes 8 de abril de 1991           |
| España                                                                        | Viernes 6 de julio de 1990         |
| Estados Unidos · Canadá                                                       | Viernes 18 de mayo de 1990         |
| Filipinas                                                                     | Miércoles 1 de agosto de 1990      |
| Finlandia                                                                     | Viernes 20 de julio de 1990        |
| Francia                                                                       | Miércoles 12 de septiembre de 1990 |

| País                 | Fecha de estreno                 |
| -------------------- | -------------------------------- |
| Grecia               | Viernes 14 de septiembre de 1990 |
| Hong Kong            | Jueves 16 de agosto de 1990      |
| Hungría              | Jueves 31 de enero de 1991       |
| Israel               | Viernes 10 de agosto de 1990     |
| Italia               | Viernes 19 de octubre de 1990    |
| Japón                | Viernes 14 de septiembre de 1990 |
| Líbano               | Viernes 21 de septiembre de 1990 |
| Malasia              | Jueves 6 de septiembre de 1990   |
| México               | Viernes 5 de octubre de 1990     |
| Noruega              | Jueves 25 de octubre de 1990     |
| Nueva Zelanda        | Viernes 13 de julio de 1990      |
| Países Bajos         | Jueves 19 de julio de 1990       |
| Perú                 | Miércoles 29 de agosto de 1990   |
| Portugal             | Viernes 3 de agosto de 1990      |
| Reino Unido Irlanda  | Viernes 19 de octubre de 1990    |
| República Dominicana | Jueves 9 de agosto de 1990       |
| Singapur             | Jueves 16 de agosto de 1990      |
| Sudáfrica            | Viernes 20 de julio de 1990      |
| Suecia               | Viernes 14 de septiembre de 1990 |
| Suiza                | Viernes 7 de septiembre de 1990  |
| Tailandia            | Sábado 15 de septiembre de 1990  |
| Taiwán               | Sábado 18 de agosto de 1990      |
| Turquía              | Viernes 7 de diciembre de 1990   |
| Uruguay              | Jueves 23 de agosto de 1990      |
| Venezuela            | Miércoles 8 de agosto de 1990    |

## Recepción crítica y comercial
Según la página de Internet Rotten Tomatoes obtuvo un 30% de comentarios positivos. Destacar el comentario del crítico cinematográfico Luis Martínez.

"Entretiene y poco más. Producción empeñada en explotar el carisma de la pareja de marras (...) Combinado de humor, acción y ligereza de ánimos. El día del estreno hubo uno que se rio. Aún se le busca."
Luis Martínez.

La película tuvo un gran éxito taquillero. Recaudó 70 millones de dólares en Estados Unidos. Sumando las recaudaciones internacionales la cifra asciende a 138 millones. El presupuesto invertido en la producción fue de aproximadamente 20 millones.

## DVD
Bird on a Wire salió a la venta el 18 de junio de 2003 en España, en formato DVD. El disco contiene menús interactivos, acceso directo a escenas, subtítulos y audio en múltiples idiomas, filmografías, tráiler cinematográfico y notas de la producción. En Estados Unidos salió a la venta el 22 de julio de 1998, en formato DVD. El disco contiene menús interactivos, acceso directo a escenas y subtítulos y audio en múltiples idiomas.